# The Whirlwind
The Whirlwind ist das dritte Studioalbum der Progressive-Rock-Supergroup Transatlantic. Es erschien im Jahr 2009 bei InsideOut Music.

## Entstehung und Veröffentlichung
Neal Morse, Roine Stolt, Pete Trewavas und Mike Portnoy kamen erst nach mehrjähriger Pause wieder als Transatlantic zusammen, um ein drittes Studioalbum aufzunehmen. Als Gastmusiker waren Chris Carmichael (Streicher), Marc Papeghin (Waldhorn), Collin Leijenaar, Henk Doest und Jessica Koomen (Fingerschnippen) beteiligt. The Whirlwind wurde von Rich Mouser gemischt und von Robert Vosgien bei Capitol Mastering in Hollywood gemastert. Es erschienen auch zwei limitierte Versionen des Albums mit Bonus-CD, eine Version davon mit Making-of auf DVD. Der Veröffentlichung folgten eine Europa- und Nordamerikatournee sowie zwei Livealben.

## Titelliste und Stil
1. Overture/The Whirlwind – 9:54
2. The Wind Blew Them All Away – 6:10
3. On the Prowl – 6:03
4. A Man Can Feel – 6:35
5. Out of the Night – 4:22
6. Rose Colored Glasses – 7:54
7. Evermore – 4:10
8. Set Us Free – 5:03
9. Lay Down Your Life – 5:11
10. Pieces of Heaven – 2:17
11. Is It Really Happening? – 8:11
12. Dancing with Eternal Glory/Whirlwind (Reprise) – 12:04

Bonus-CD
1. Spinning – 9:58
2. Lenny Johnson – 4:20
3. For Such a Time – 5:23
4. Lending a Hand – 8:43
5. The Return of the Giant Hogweed – 8:26 (Genesis)
6. A Salty Dog – 5:00 (Procol Harum)
7. I Need You – 4:39 (The Beatles)
8. Soul Sacrifice – 10:00 (Santana)

The Whirlwind ist ein Konzeptalbum über die Turbulenzen und Unsicherheiten des Lebens sowie die Ruhe inmitten dieses metaphorischen Wirbelsturms. Transatlantic knüpfen an den Retro-Prog von Bridge Across Forever an und verweisen auf Vorbilder wie Yes und The Beatles, der Stil von Neal Morse ist jedoch dominant. Die Stücke sind insgesamt langsamer, getragener und weniger verspielt als auf den vorigen Alben.

## Rezeption
Die Presse reagierte verhalten bis positiv auf das Album. Nik Brückner von den Babyblauen Seiten findet es „schlicht langweilig“. Jörg Schumann spricht von „altbekannten Breaks, altbekannten Melodiebögen, altbekannten Basslinien, altbekannten Stimmungen“, räumt jedoch ein, es „macht Spass und unterhält bestens“. Michael Rensen vom Rock Hard nannte es im Dezember 2009 „das grandioseste Progrock-Album des Jahres“ und das eclipsed-Magazin nahm The Whirlwind in seine Liste der 150 wichtigsten Prog-Alben auf.